# Shaniqua
Shaniqua es un nombre femenino en el idioma inglés, originario de la comunidad afroestadounidense, que ganó popularidad a principios de la década de 1970 y alcanzó su punto máximo a principios de la década de 1990.
A menudo se da como el ejemplo estereotipado de un ghetto name («nombre de gueto»), es decir, un nombre que pertenece a afroestadounidenses, en particular de bajos ingresos. Se ha utilizado en incidentes relacionados con el racismo para estereotipar a las mujeres negras groseras.

## Personas con el nombre Shaniqua o variaciones cercanas
- Chamique Holdsclaw (nacida en 1977), jugadora estadounidense de la WNBA.
- Chanequa Walker-Barnes, teóloga y psicóloga estadounidense.
- Chanique Rabe (nacida en 1997), modelo y diseñadora de moda namibia.
- Linda Miles (nacida en 1978), luchadora profesional estadounidense conocida con el nombre de Shaniqua.
- Shanica Knowles (nacida en 1990), actriz y cantante estadounidense.
- Shaniqua Okwok, actriz británica.
- Shaniqua Tompkins, expareja del rapero 50 Cent.
- Shanique Dessing (nacida en 2000), futbolista neerlandesa.
- Shanique Speight (nacida en 1978), política estadounidense.
- Sheniqua Ferguson (nacida en 1989), velocista bahameña.
- Sheniqua «Nikki» Greene (nacida en 1990), jugadora de baloncesto estadounidense.
- Sheniqua Thomas (nacida en 1998), jugadora de netball barbadense.
- Shenique Fortune, política de Antigua y Barbuda
- Shinique Smith (nacida en 1971), artista visual estadounidense.

## Otros usos
- «Shaniqua» (canción), una canción de hip-hop de 2001 que logró un éxito comercial menor.
- El nombre fue el homónimo del documental de 2016 Searching for Shaniqua, dirigido por un profesor de inglés de la Universidad de Old Dominion.[1] Según la periodista de la revista Vibe, Shenequa Golding, el documental fue bien recibido y explora los estereotipos que rodean este nombre que a menudo se les da a los niños negros y las dificultades que enfrentan quienes llevan el nombre. Ganó el premio al Mejor Documental de HBO en 2016 en el Festival de Cine Afroestadounidense de Martha's Vineyard.[8]